# Zahrádecký letohrádek
Zahrádecký letohrádek, též označovaný jako Novozámecký letohrádek je kruhová stavba, umístěná v historické bažantnici na katastru městyse Holany v okrese Česká Lípa v Libereckém kraji. Do 21. století se dochovalo pouze torzo tohoto objektu, který sloužil jako zázemí pro lovce a další hosty na Novozámeckém panství Kouniců.

## Geografická poloha
Pozůstatky někdejšího loveckého pavilonu, resp. letohrádku, stojí ve vzdálenosti zhruba 1,5 km vzdušnou čarou od zahrádeckého zámku směrem na jih. Stavba se nachází uprostřed lesa v jihovýchodní části historické bažantnice ze 16. století v nadmořské výšce cca 256 metrů. Tato východní část bažantnice představuje území trojúhelníkovitého tvaru, ohraničené na západě trasou Valdštejnské aleje, na severu Bobřím a na jihu Dolským potokem, jejichž soutok se nachází přibližně o 300 metrů dále na východ od okraje lesa. Od tohoto soutoku pak Bobří potok pokračuje Mnichovskou průrvou do Novozámeckého rybníka.

## Historie

### Novozámecká bažantnice

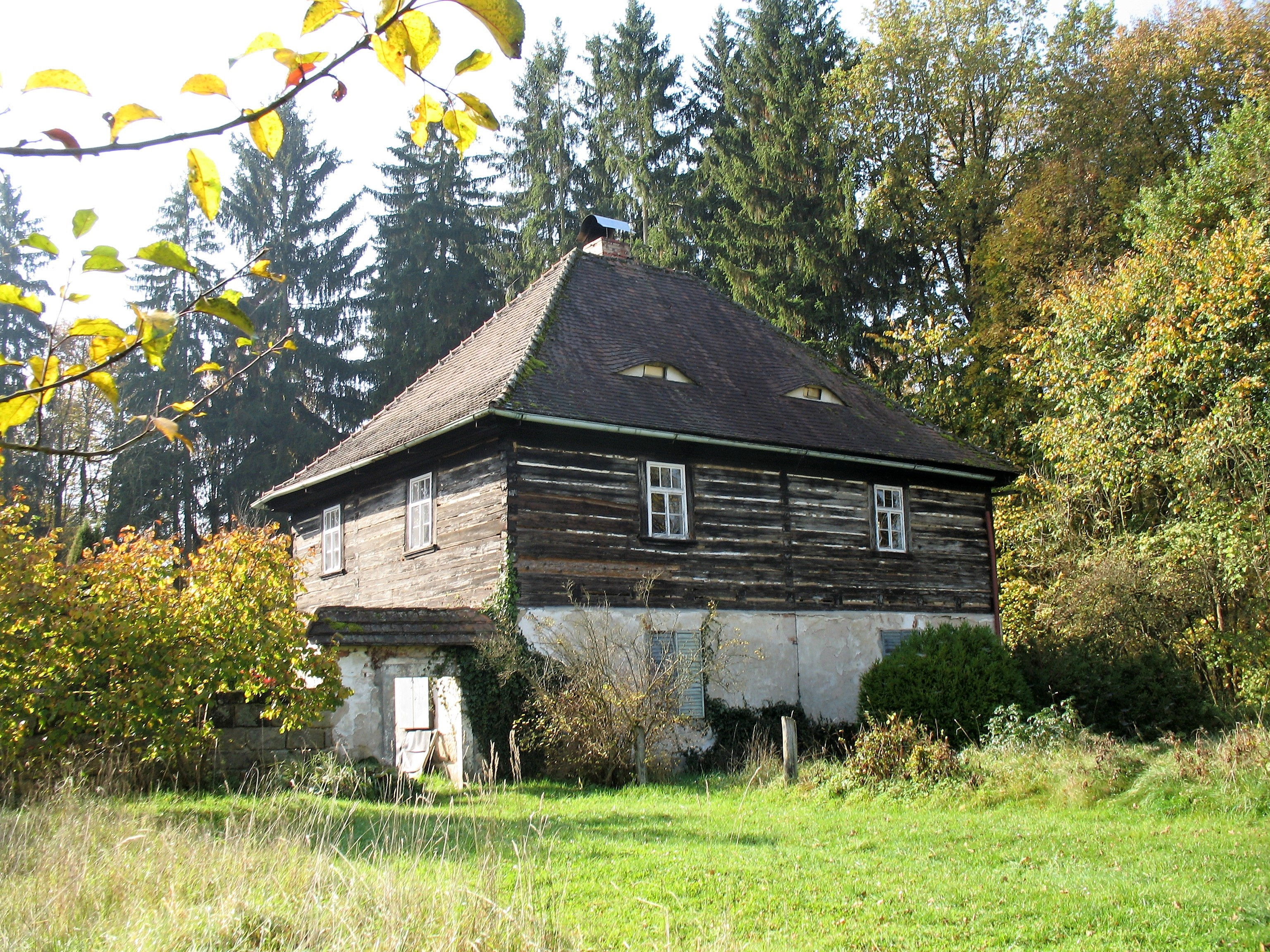
Roubený dům na severním okraji bažantnice

Novozámecká bažantnice byla založena majiteli panství již v 16. století. Na podkladech I. vojenského mapování z druhé poloviny 18. století je zobrazena ještě jako celistvá lesní plocha. K poměrně náročné krajinné úpravě bažantnice zřejmě došlo ve 20. letech 19. století, kdy byl majitelem Novozámeckého panství Vincenc Karel Josef Kounic. Při severním okraji bažantnice se až do 21. století dochovala někdejší hájovna, byť v částečně přestavěné podobě. Jižně od hájovny býval uprostřed lesa protáhlý rybník (tzv. Fasangartenteich) s ostrůvkem. Kromě bažantů byla v oboře chována i lovná zvěř, například divoká prasata. Přirozený lužní les byl obohacen o další druhy stromů, jako jsou duby, buky a lípy. Bažantnice bývala proťata sítí přímých i okružních cest, většina z nich se však nedochovala.
Součástí komponované krajiny byla četná stromořadí. Od zahrádeckého zámku se směrem na jih rozbíhal trojzubec takových cest. Nejzápadnější z nich byla Valdštejnská alej, východní paprsek představovala cesta, směřující ke kostelu sv. Barbory a mezi nimi uprostřed byla alej, která vedla k tzv. Novozámeckému letohrádku. Do Novozámecké bažantnice, přesně na ostrůvek uprostřed tamního rybníka, mířila další, diagonálně vedená alej, která vycházela z osady Hráz (německy Herrnsen), ležící u hráze Novozámeckého rybníka. Obě aleje, které vedly k objektům v Novozámecké bažantnici, později zanikly.

### Novozámecký letohrádek
Lovecký pavilon, tzv. Novozámecký letohrádek, byl vybudován v roce 1825. Jedná se o zděnou stavbu válcového tvaru o průměru asi 10 metrů. Po roce 1945 stavba pustla a na počátku 21. století se z ní dochovalo pouze obvodové zdivo. V úrovni prvního patra býval z vnější strany kolem stavby zastřešený dřevěný ochoz. Stavba byla prosvětlena četnými okny a dveřmi. Letohrádek představoval zázemí pro účastníky honů, byla zde připravována teplá strava a pořádány lovecké hostiny. Poblíž loveckého pavilonu byla také pro rozptýlení hostů zřízena střelnice s pohyblivými terči. Dalšími, později zaniklými romantickými stavbami v prostoru bažantnice, bývala tzv. eremitáž neboli poustevna a rybářský domek. Bažantnice bývala v minulosti ohrazena a vstupům na hlavní osovou cestu, navazující na Valdštejnskou alej, dominovaly dvě klasicistní brány s kamennými pilíři.

## Stav objektu v roce 2017

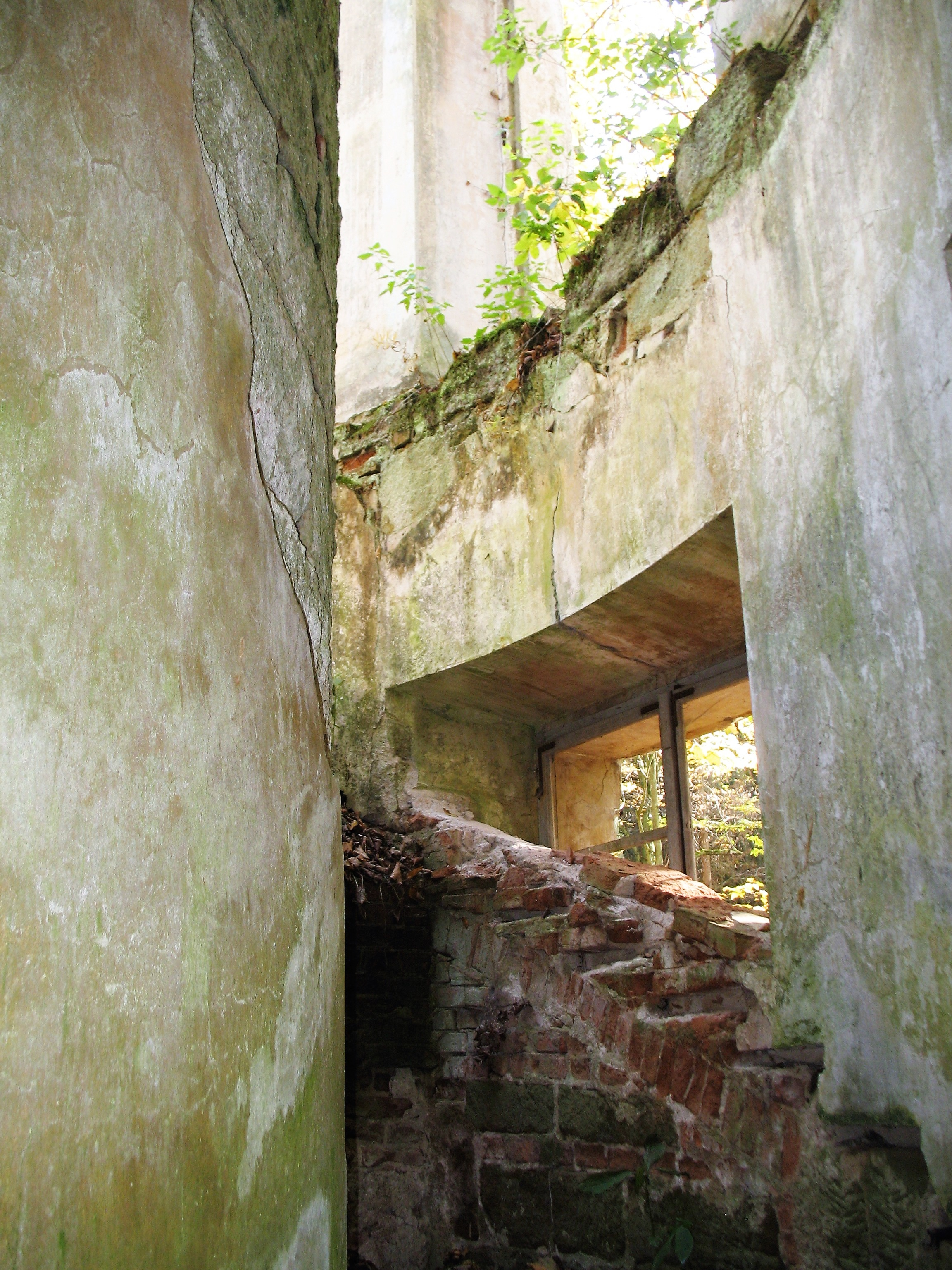
Zřícené schodiště do prvního poschodí
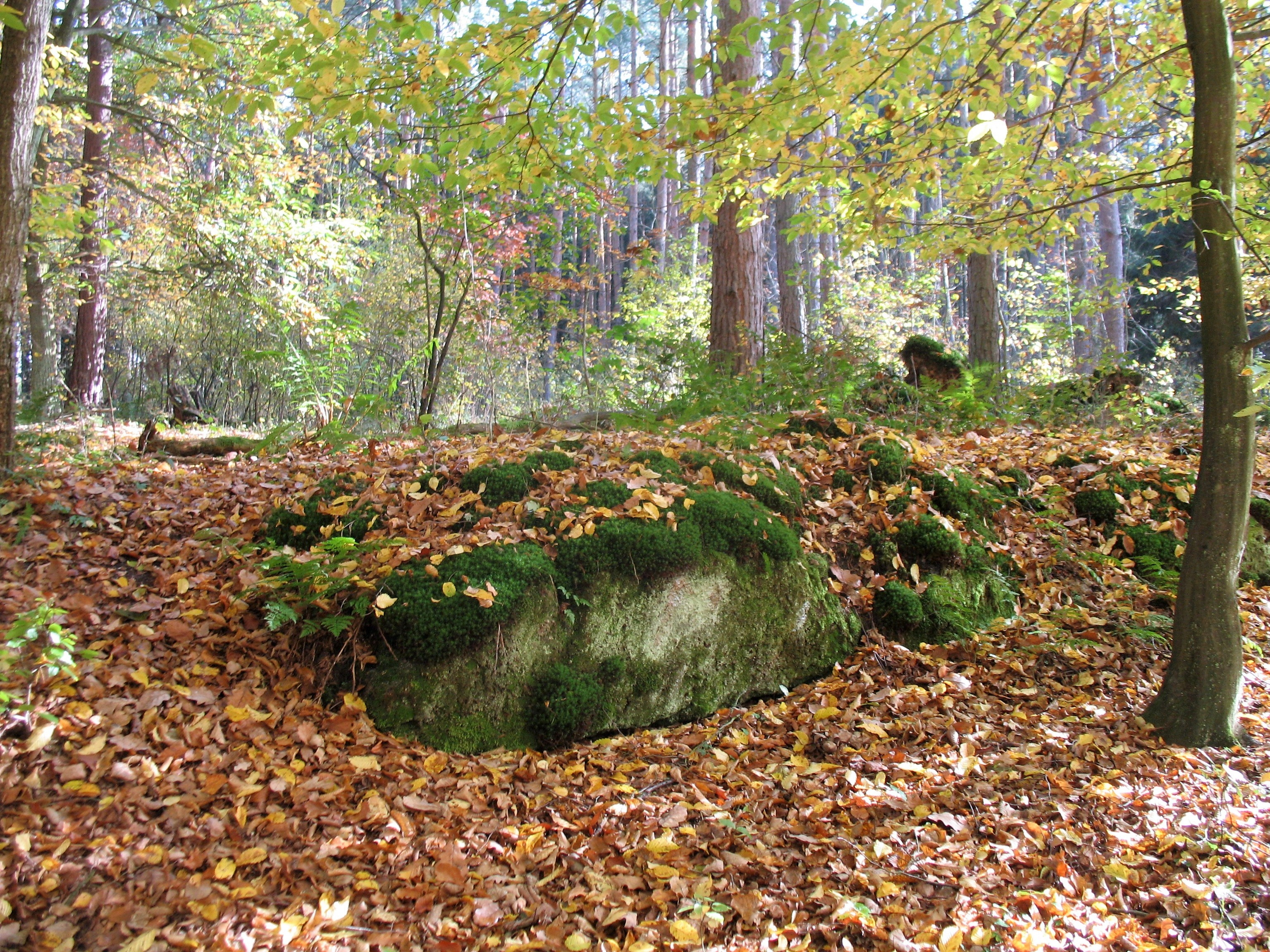
Skalka u cesty se stopami opracování
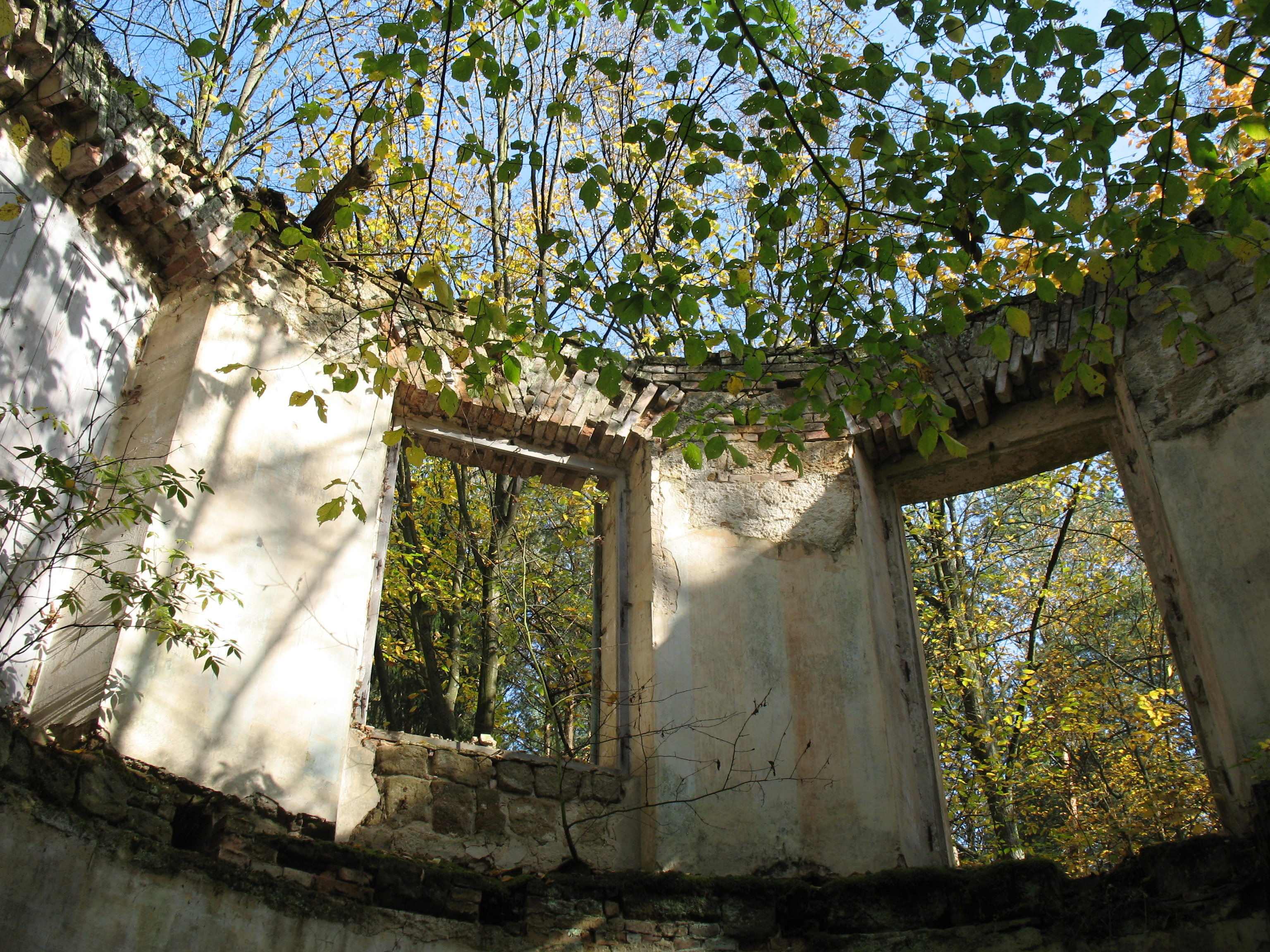
Zdi letohrádku při pohledu zevnitř
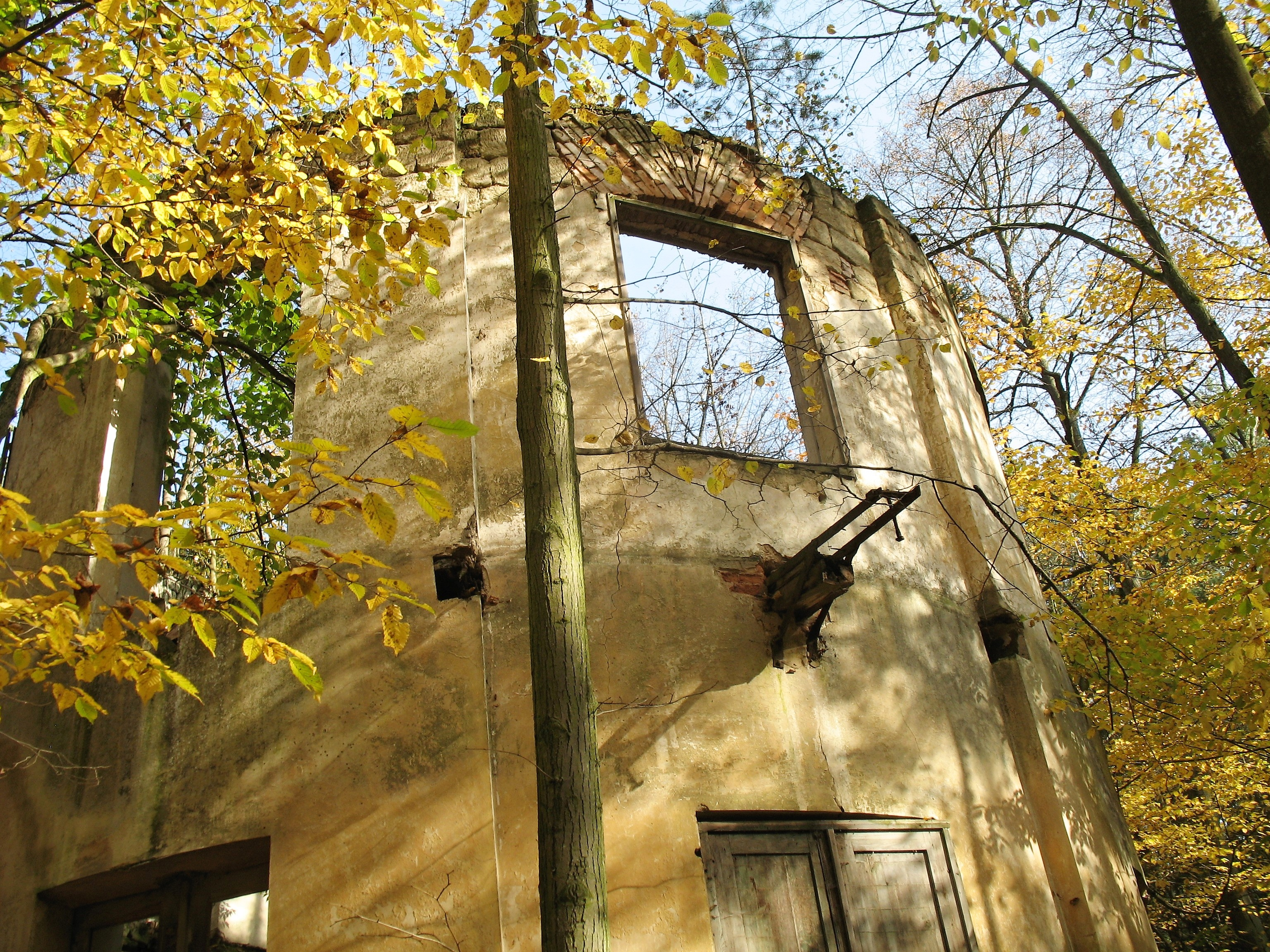
Poslední z podpěr někdejšího ochozu
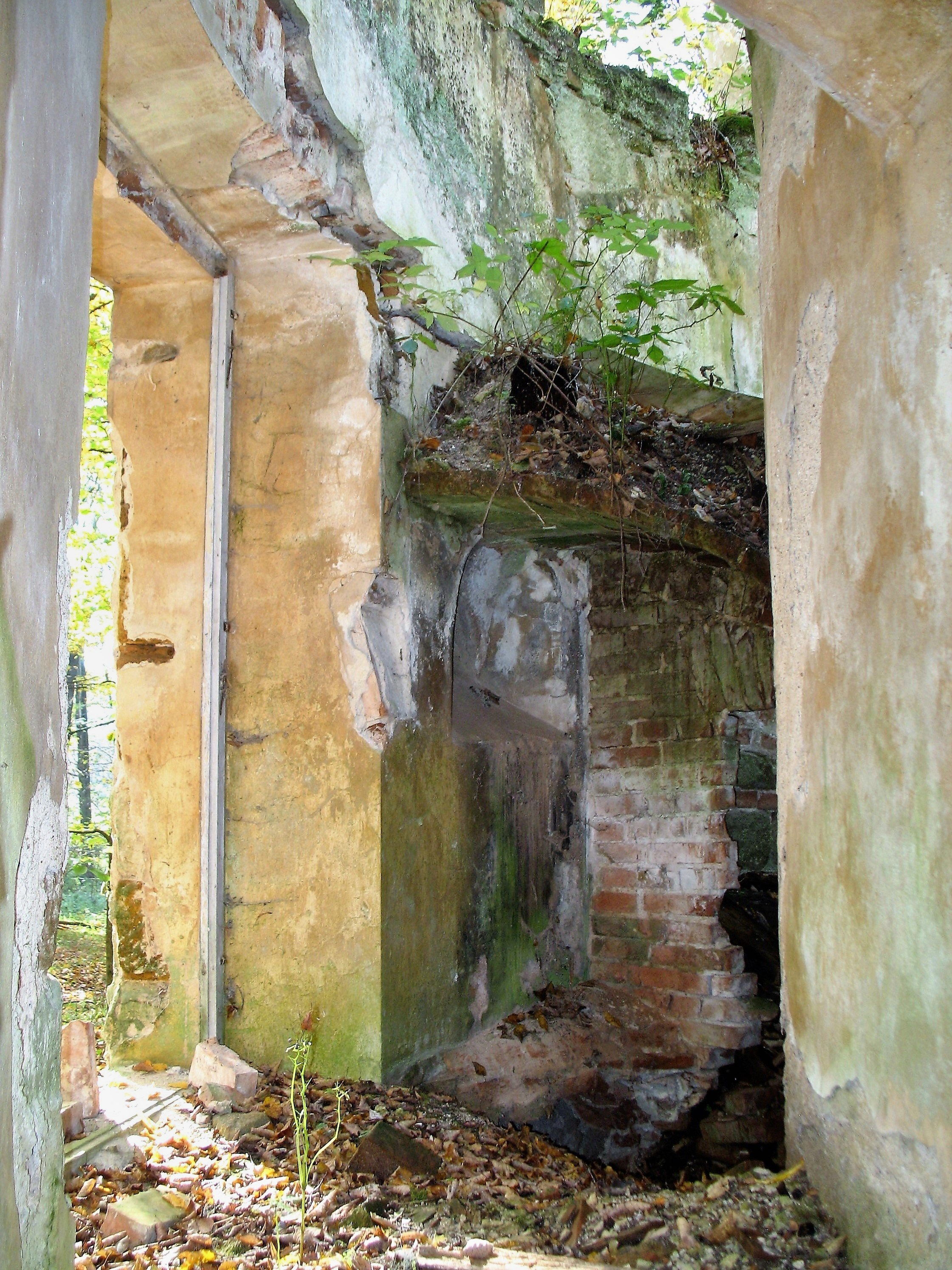
Interiér letohrádku v říjnu roku 2017